# Leo Ahern

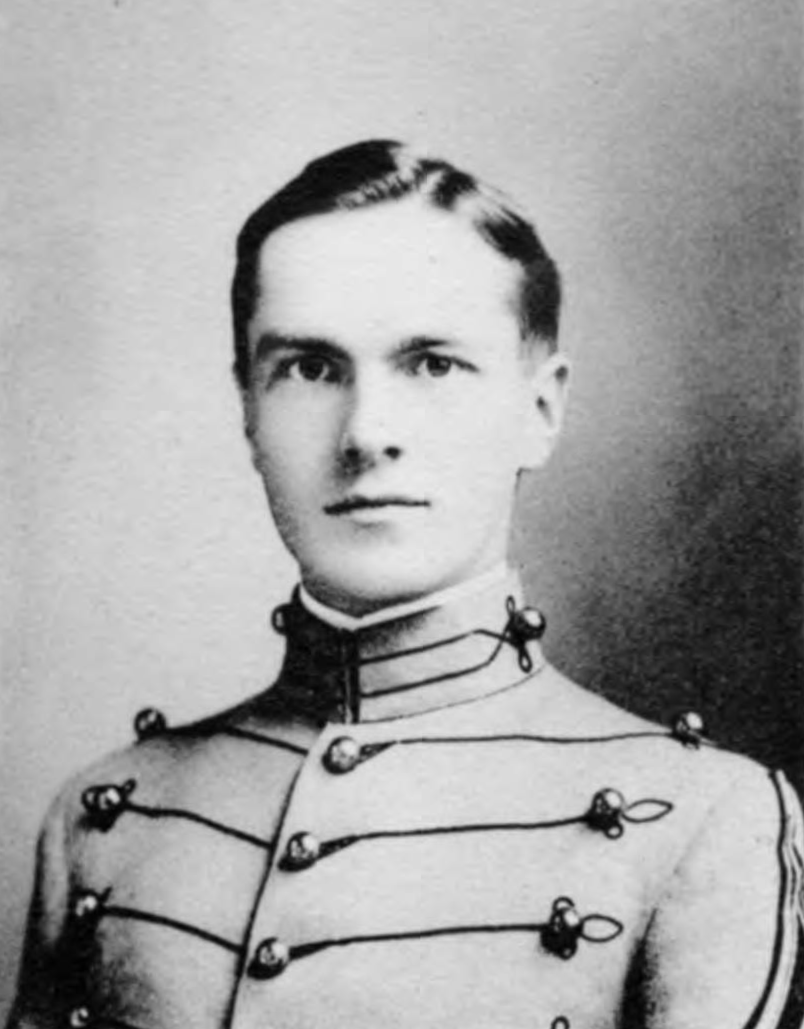

Leo James Ahern (* 17. Juli 1886 in Chicago; † 25. Juli 1973 in Washington, D.C.) war ein US-amerikanischer Brigadegeneral der US Army.

## Leben
Ahern absolvierte nach der Schulausbildung eine Offiziersausbildung und war danach Offizier bei der Feldartillerie der US Army, in der er am Ersten Weltkrieg teilnahm. Nach Kriegsende war er zwischen dem 22. Juni und Dezember 1919 erstmals Kommandeur (Commanding Officer) der 5. Feldartilleriebrigade (5th Field Artillery Brigade) sowie anschließend Kommandeur des 20. Feldartillerieregiments (20th Field Artillery Regiment), ehe er vom 16. Februar bis zum 1. März 1920 abermals Kommandeur der 5th Field Artillery Brigade. Nach weiteren Verwendungen war er zwischen dem 30. Juni 1932 und dem 30. August 1936 Assistent des Leiters der Untersuchungsabteilung im Büro des Generalinspektors (Inspector General of the US Army) und erhielt dort am 1. Januar 1934 seine Beförderung zum Oberstleutnant (Lieutenant-Colonel). Im Anschluss war er zunächst Assistent des Generalinspektors für den Bereich des III. Korps (III Corps) sowie nach seiner Beförderung zum Oberst (Colonel) vom 1. Juni 1938 bis zum 1. Juni 1940 selbst Generalinspektor für den Bereich des III. Korps.
Im 22. Juni 1940 kehrte Ahern in das Büro des Inspector General of the US Army und war dort zunächst Verwaltungsoffizier sowie anschließend zwischen dem 26. September 1940 und seinem Eintritt in den Ruhestand am 30. September 1946 Leiter der dortigen Beschaffungs- und Bauabteilung. In dieser Verwendung erfolgte am 2. April 1943 seine Beförderung zum Brigadegeneral (Brigadier-General). Er starb am 25. Juli 1973 in Washington, D.C. Tode wurde er auf dem Calvary Cemetery in Evanston bestattet.